# Nurgül Yeşilçay
Nurgül Yeşilçay (ur. 26 marca 1976 w Afyonkarahisarze) – turecka aktorka.

## Biografia
Nurgül Yeşilçay urodziła się w Afyonkarahisar w Turcji w 1976 roku. Studiowała dramat w Państwowym Konserwatorium Anadolu University w Eskişehirze. Po ukończeniu studiów grała kilka głównych ról na scenie, w spektaklach: Ophelia, Hamlet i Blanche DuBois. Wydała trzy tureckie dramaty telewizyjne. Jej film Krawędź nieba (tur. Cennetin kenarı) zdobył nagrodę za najlepszy scenariusz na 60. Festiwalu Filmowym w Cannes w 2007 roku. Zadebiutowała na ekranie w 2001 roku w filmie Wodospad (tur. Şellale). Zdobyła nagrodę dla Najlepszej Aktorki na 45. festiwalu filmowym w Antalyi Golden Orange z filmem Vicdana.

## Filmografia

### Seriale telewizyjne
| Lata      | Serial                               | Rola                        |
| --------- | ------------------------------------ | --------------------------- |
| od 2020   | Kefaret                              | Zeynep                      |
| 2018–2019 | Gülperi                              | Gülperi Çetin               |
| 2016–2017 | Wspaniałe stulecie: Sułtanka Kösem   | Wielka Sułtanka Matka Kösem |
| 2014–2017 | Rozdarte serca                       | Gülseren                    |
| 2013      | Zabójstwo (tur. Cinayet)             | komisarz Zehra Kaya         |
| 2013      | Dziecięcy biznes (tur. Bebek Işi)    | Candan                      |
| 2012      | Sułtanka (tur. Sultan)               | Sułtanka                    |
| 2011–2012 | Nie bez ciebie (tur. Sensiz Olmaz)   | Feryal                      |
| 2010–2011 | Cena miłości                         | Yasemin                     |
| 2006–2008 | Narzeczony Ezo (tur. Ezo Gelin)      | Ezo                         |
| 2005–2006 | Bratowa (tur. Belalı Baldız)         | Arzu Parlak                 |
| 2004–2005 | Wyspa Aniołów' (tur. Melekler Adası) | Şerbet                      |
| 2002–2003 | Winorośl dworów (tur. Asmalı Konak)  | Bahar Karadağ               |
| 2001      | 90-60-90                             | Deniz                       |
| 2001      | Druga wiosna (tur. İkinci Bahar)     | Gülsüm                      |

### Programy rozrywkowe
| Rok  | Tytuł (oryginalny) | Tytuł            | Funkcja |
| ---- | ------------------ | ---------------- | ------- |
| 2018 | Geleceğin Starı    | Twoja przyszłość | Juror   |

### Filmy
| Rok produkcji | Tytuł                                                        |
| ------------- | ------------------------------------------------------------ |
| 2016          | Druga szansa (tur. İkinci Şans)                              |
| 2014          | Bardzo blisko (tur. Pek Yakında)                             |
| 2014          | Noc (tur. Gece)                                              |
| 2013          | Czerwona miłość (tur. Aşk Kırmızı)                           |
| 2011          | Chińskie drzewo (tur. Çinar agaci)                           |
| 2009          | 7 mężów Hürmüz (tur. 7 Kocalı Hürmüz)                        |
| 2008          | Sumienie (tur. Vicdan)                                       |
| 2007          | Na krawędzi nieba                                            |
| 2007          | Pociągi Adama (tur. Adem’in Trenleri)                        |
| 2004          | Zrozumieć Stambuł (tur. Anlat İstanbul)                      |
| 2004          | Prowizoryczna narzeczona (tur. Eğreti Gelin)                 |
| 2003          | Winorośl dworów – życie (tur. Asmalı Konak - Hayat)          |
| 2002          | Mumia Firarda (tur. Mumya Firarda)                           |
| 2001          | Wodospad (tur. Şellale)                                      |
| 1998          | Wszystko będzie bardzo piękne (tur. Herşey Çok Güzel Olacak) |

## Nagrody
- Nagroda dla najlepszej aktorki 2005, 2008 i 2014 roku.